# Michela Pellizzoni
Michela Pellizzoni (Cantù, 14 agosto 1979) è un'ex calciatrice italiana, di ruolo centrocampista.

## Carriera
Michela Pellizzoni nell'estate 1999 trova un accordo con il Como 2000 per giocare in Serie B dalla stagione 1999-2000. Inserita in rosa come centrocampista titolare, alla sua seconda stagione (2000-2001) contribuisce alla promozione delle lariane Serie A.
Da allora segue le vicende del Como 2000, patendo una retrocerssione al termine della stagione 2003-2004, e la riconquista del vertice del campionato italiano femminile di calcio dopo sette stagioni in Serie A2, diventato nel frattempo secondo livello al posto della Serie B, grazie alla rinuncia della Reggiana.
Benché nell'agosto 2013 avesse espresso la propria decisione di cessare l'attività agonistica a causa del suo trasferimento in Svizzera per motivi di lavoro, prima del termine della difficile stagione 2013-2014 venne reinserita in rosa contribuendo a scongiurare la retrocessione superando nei Play-out il Fimauto Valpolicella. Nella stagione 2014-2015, l'ultima in maglia biancazzurra, viene impiegata in cinque occasioni.

## Palmarès
- Serie B (calcio femminile): 1

Como 2000: 2000-2001
- Serie A2 (calcio femminile): 1

Como 2000: 2010-2011